# Vamana
Vamana (Devanagari: वामन) é uma personalidade descrita na Quinta Avatara de Vishnu, sendo a primeira encarnação da Segunda Geração, ou Treta yuga. Também é o primeiro Avatara que aparece sob a forma humana. Por vezes é conhecido como Upendra.
Numa guerra Purânica (ancestral) o rei dos deuses, Indra, perdeu o seu império para o rei dos demônios, Bali e foi invocar Vixnu para recuperar o império. 
Vixnu se encarnou como um anão, no ventre da mãe de Indra (Aditi) e tendo um brâmane como pai (Kashyapa). Para todos os efeitos era considerado um brâmane anão, um mestiço híbrido de casta e além do mais, deficiente físico (um anão) e portanto um brâmane insignificante.
Bali era um demônio extremamente virtuoso e seguidor de todos os princípios religiosos e jamais poderia deixar de atender a um pedido de um brâmane, por mais insignificante que ele fosse.
Ardilosamente, Vamana conseguiu uma audiência com Bali e foi solicitar-lhe um pedaço de terra para viver, que fosse do tamanho de três passos seus. Bali era dono de todo o sistema galáctico e desejou satisfazer esse humilde desejo do pequeno Vamana; afinal, qual a relevância da extensão de terra que caberia em três passinhos de um anão? 
Mas Vixnu com o primeiro passo envolveu toda a Galáxia, com o segundo todo o Universo e indagou onde iria colocar o pé para o terceiro passo. 
Inteligentemente Bali respondeu: “Sobre a minha cabeça, meu Senhor”
Seguindo os princípios morais de conduta estabelecidos, o conquistador que concordar em colocar a sola de seu pé sobre a cabeça de um conquistado, deverá exercer sucerania sobre o derrotado, podendo dispor de seus bens e até sobre a sua vida, devendo-lhe proteção.
Na verdade Bali, o demônio, era o predileto de Vixnu, mas Indra era seu irmão mais velho a quem Vamana deveria obedecer. Vamana recuperou o império para Indra e concedeu as suas bênçãos eternas e um planeta especial e indestrutível para Bali.

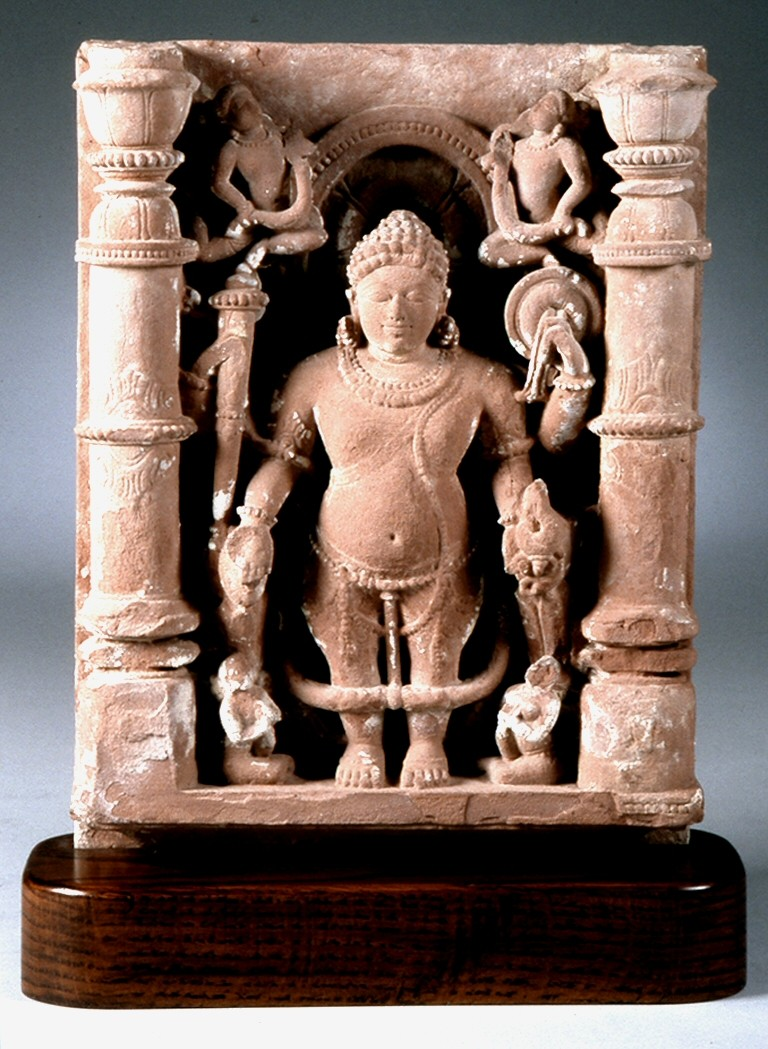
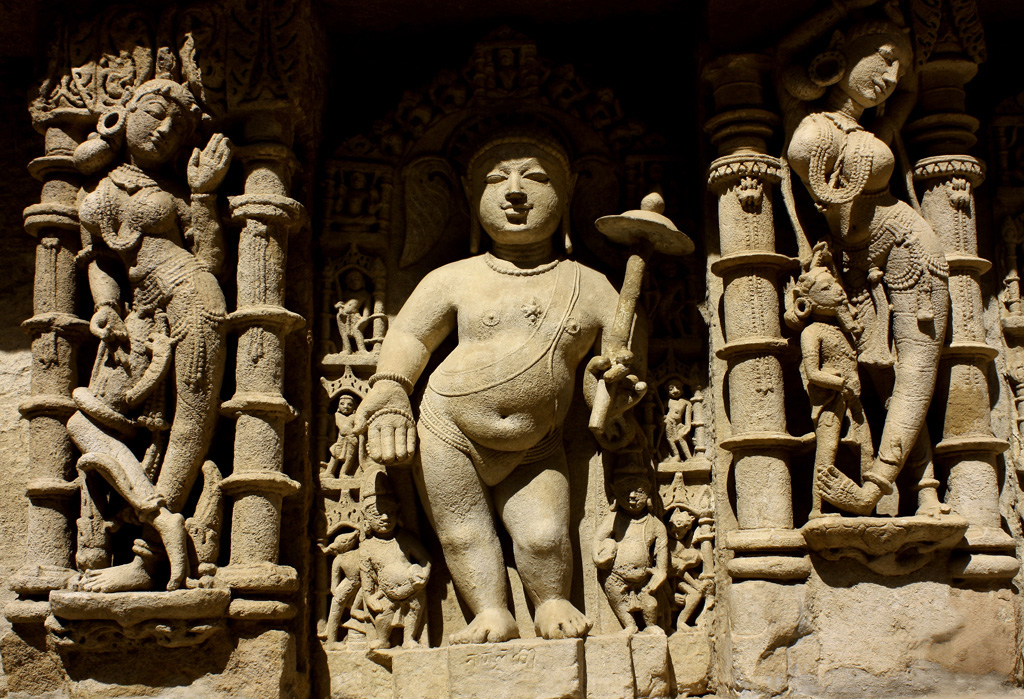
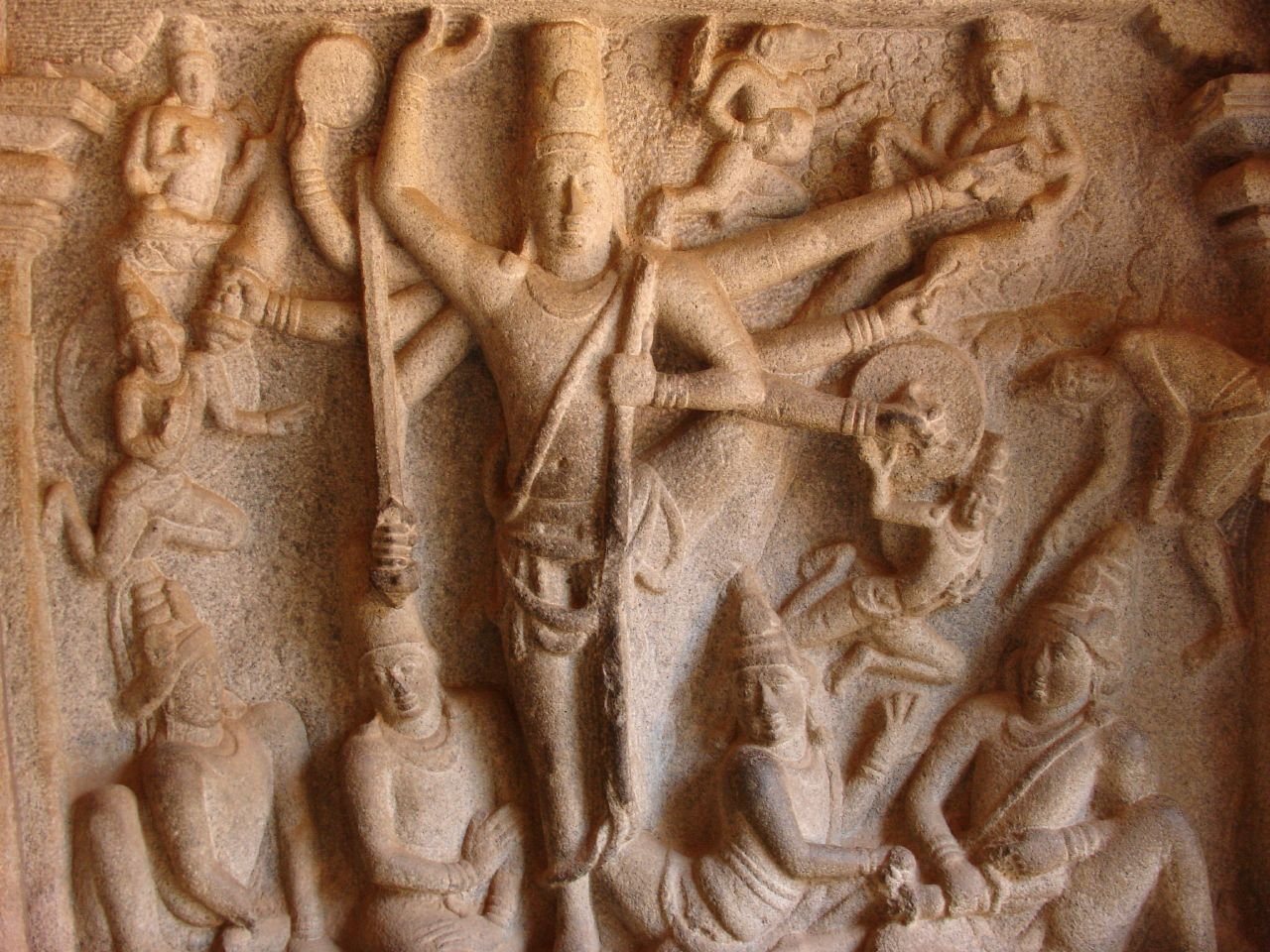
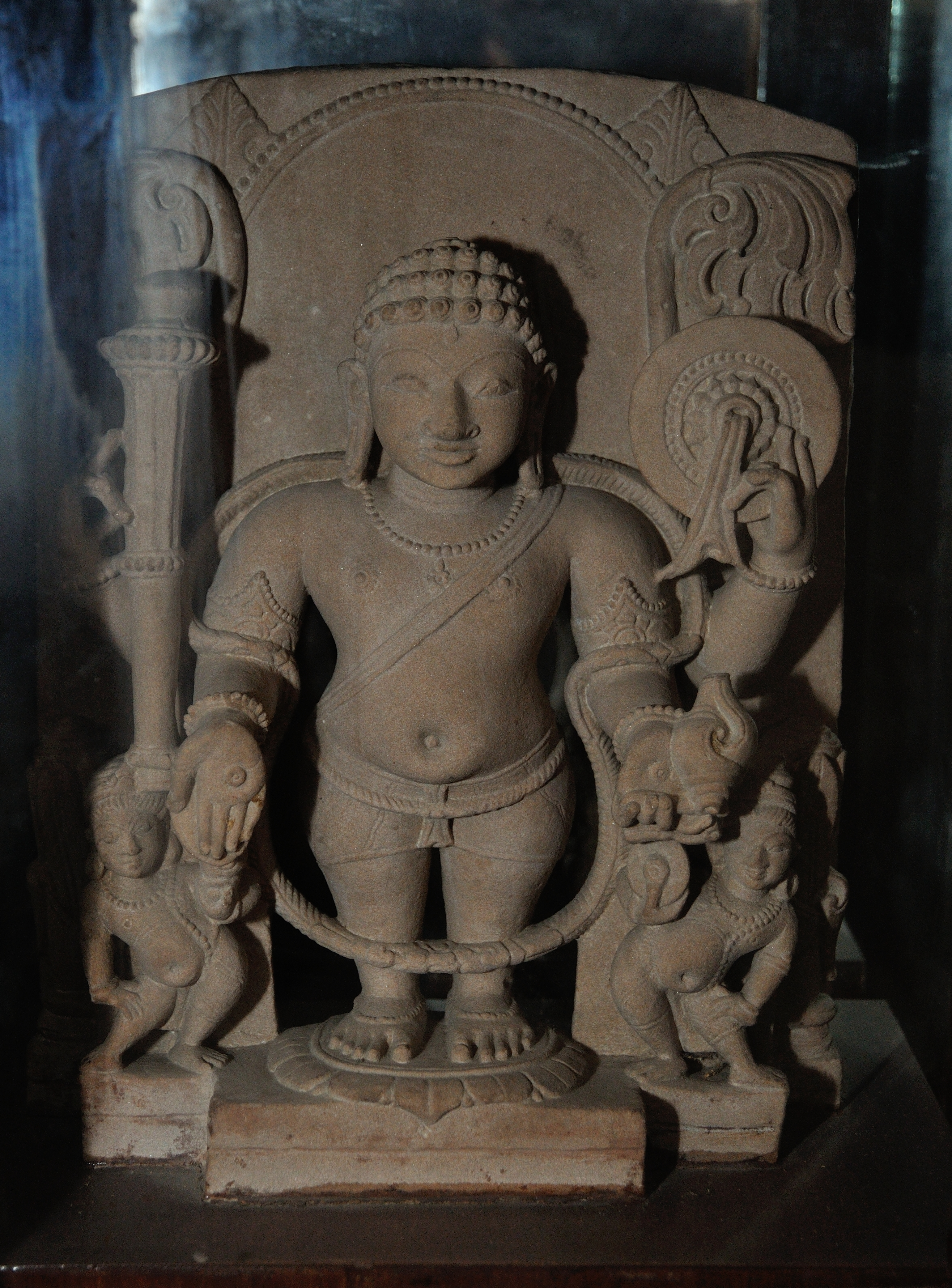
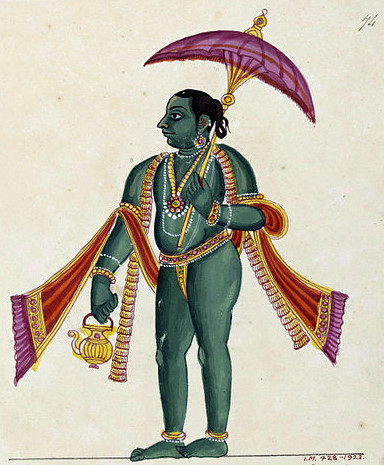
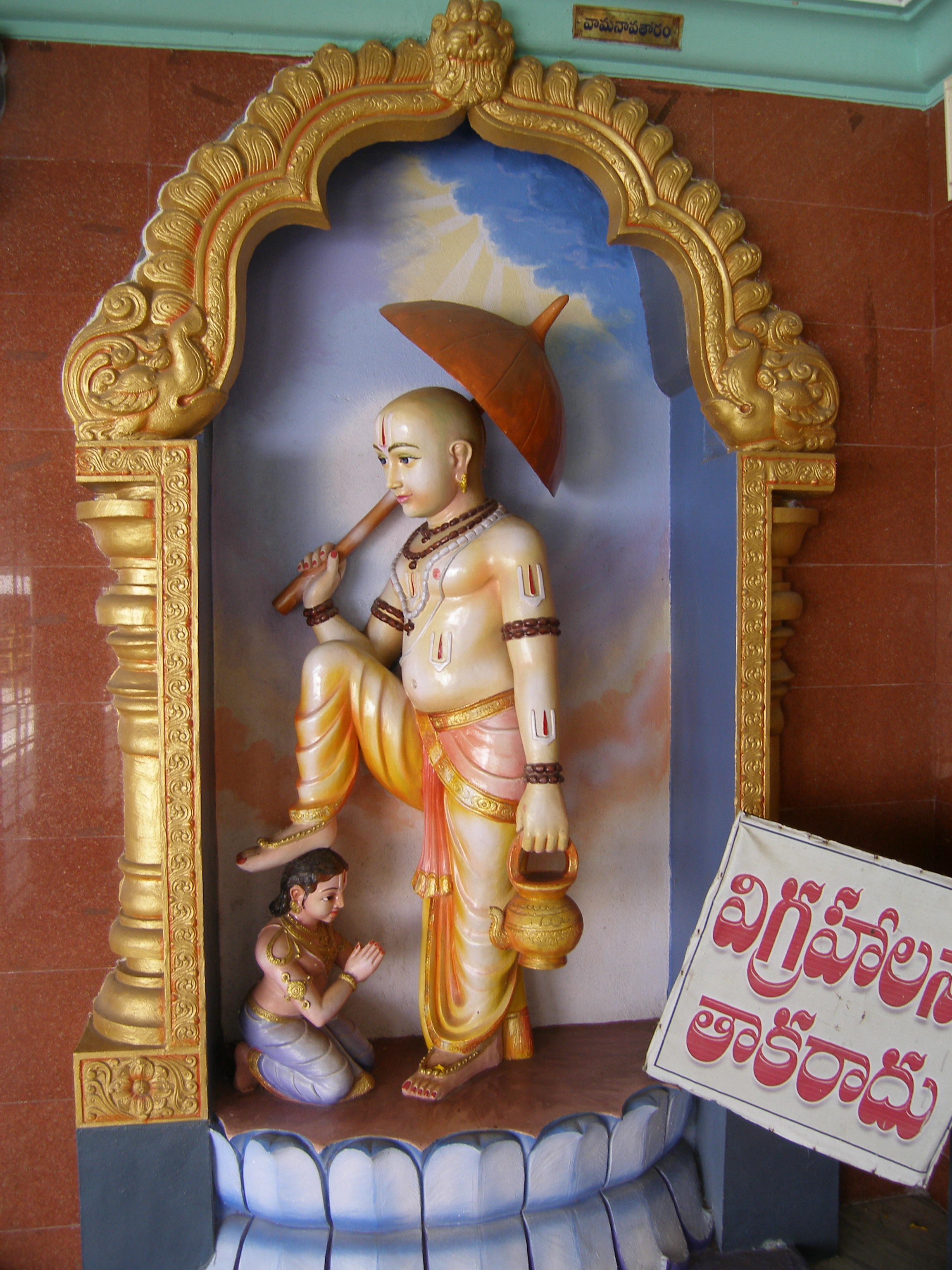